# Dimitrios Triandafilakos
Dimitrios Triandafilakos (ur. 3 kwietnia 1890 w Sparcie, zm. 22 maja 1966) – grecki lekkoatleta specjalizujący się w biegach sprinterskich, olimpijczyk.
Grek wziął udział w jednej konkurencji podczas V Letnich Igrzysk Olimpijskich w Sztokholmie w 1912 roku. Na dystansie 100 metrów odpadł w fazie eliminacyjnej, gdzie szóstym biegu eliminacyjnym, z nieznanym czasem, zajął miejsca 3-6.
Reprezentował barwy klubu Akadimaiko Gymnastirio.

## Rekordy życiowe
- bieg na 100 metrów – 10,8 (1912)